# Galo René Pérez
Galo René Pérez Cruz (Quito, 3 de abril de 1923-Ibidem, 18 de junio de 2008) fue un escritor, poeta, crítico literario, biógrafo y profesor universitario ecuatoriano.
En toda su vida trabajo en el campo literario. Llegó a ocupar diversos cargos en instituciones literarias y culturales de su país. Fue Secretario de Educación Pública durante el gobierno del expresidente ecuatoriano Galo Plaza, y se desempeñó como Secretario General del Consejo de Gobierno. También fue Presidente de la Casa de la Cultura Ecuatoriana y Director de la Academia Ecuatoriana de la Lengua.
Publicó 14 libros en su carrera. Sus conferencias, ensayos, artículos, crítica literaria han sido recopilados y publicados para estudiar en el extranjero. Su estilo, sencillo y elegante, le ha ganado admiradores en todo el mundo. El último trabajo es una biografía de Juan Montalvo. 
Recibió en 2004 el premio "Premio Nacional Eugenio Espejo" de Literatura, el máximo galardón de Ecuador.

## Obras
No ficción
- Desvelo y vaivén (Quito, 1949)
- César Vallejo, poeta de América (Quito, 1952)
- Tornaviaje (Quito, 1960)
- Cinco rostros de la poesía: ensayos sobre Pablo Neruda, César Vallejo, Federico García Lorca, Miguel Hernández y Barba Jacob (Quito, 1960)
- Desvelo y vaivén del navegante (Quito, 1962)
- Rumbo a la Argentina (Quito, 1963)
- La viviente poesía de Whitman (Guayaquil, 1966)
- Pensamiento y literatura del Ecuador: crítica y antología (Quito, 1972)
- La novela Hispanoamericana. Historia y crítica (Quito, 1983)
- Prosa escogida (Quito, 1978)
- Confesión insobornable (Quito, 1987)

Poesía
- Poemas de octubre (Quito, 1946)

Biografía
- Un escritor entre la gloria y las borrascas: vida de Juan Montalvo (Madrid, 1991)
- Manuela Sáenz, una mujer total (Quito, 1997).